# Manfred Hepperle
Manfred Hepperle (* 24. Juni 1931 in Ravensburg, Baden-Württemberg; † 3. April 2012 ebenda) war ein deutscher Mundartdichter, Kabarettist, Hörspielautor und Zeichner.

## Leben
Hepperle war ein Enkel von Hans Mantz, der von 1921 bis 1932 Oberbürgermeister von Ravensburg war, und der Sohn eines Architekten.
Er besuchte die Oberrealschule in Ravensburg und studierte an der Akademie der Bildenden Künste Stuttgart bei Walter Brudi. Zur Finanzierung des Studiums arbeitete und studierte er semesterweise im Wechsel.
1960 war er Mitbegründer der Werbeagentur „Pro-Werbung“ in Ravensburg. Dort war er bis 1990 als Grafik-Designer und Texter tätig. Zu seinen Arbeiten zählte das Corporate Design von Müllermilch., Liebherr und Escher Wyss.
Manfred Hepperle war mit Gertraud Hepperle verheiratet und Vater von vier Kindern.

## Werk
Hepperles Bücher, die meist skurrile Mundartlyrik enthalten, wurden von ihm selbst mit Karikaturen und Cartoons illustriert.
Für den Südwestfunk schrieb er Sketche, in denen er auch selbst in Hörspiel und Fernsehen mitwirkte, darunter 42 Folgen der Serie „Ravensburger Moritheater“. Als Reminiszenz sendete der SWR-Fernsehkanal Baden-Württemberg am 14. April 2012 eine Zusammenstellung seiner besten Sketche.
Mit Gabi Walser und Wolfgang Engelberger bildete er die Mundartgruppe Maulart-Kabarett, mit der er ab 1991 in sechs Programmen rund 500 Auftritte hatte. Insbesondere in der Ravensburger Kleinkunstbühne Zehntscheuer hatte Hepperle zahlreiche Auftritte. Einige Auftritte konnten auch in der Mäulesmühle verzeichnet werden.

## Auszeichnungen
Bei der ersten Verleihung des oberschwäbischen Kleinkunstpreises Ravensburger Kupferle 1989 gehörte Hepperle zu den Preisträgern. 2004 erhielt er mit der Gruppe Maulart-Kabarett diese Auszeichnung erneut.
2011 erhielt Hepperle das Bundesverdienstkreuz am Bande.

## Veröffentlichungen

### Bücher
- Der Maulwurf, M. Hepperle, 1977 (5. wesentlich erweiterte Auflage: Eppe, Bergatreute 1984, ISBN 3-89089-200-0)
- Es war einmal ein Uhu 1. Teil, M. Hepperle, o. J. (2. überarb. Auflage: M. Hepperle, 1980)
- Es war einmal ein Uhu 2. Teil, M. Hepperle, 1979
- Gestammelte Werke, M. Hepperle, Ravensburg 1979
- … es war aber auch eine Ente, M. Hepperle, Ravensburg 1981 (Neuauflage: Eppe, Bergatreute 1986, ISBN 3-89089-206-X)
- Teils heiter – teils bewölkt, G. M. Hepperle, Ravensburg 1982, ISBN 3-924285-00-4 (3. überarbeitete Auflage: Eppe, Bergatreute 1996, ISBN 3-89089-239-6)
- 25 schwäbische Sketche. Ein Rollenbuch und heitere Lektüre, Roland Mayer, Münsingen 1983, ISBN 3-924013-01-2 (2. Auflage: Eppe, Bergatreute 1992, ISBN 3-89089-222-1)
- I sag jo nix – i moin jo blos, Eppe, Bergatreute 1984 (4. Auflage 1996, ISBN 3-89089-204-3)
- Nix für uguat Frau Rimmele, Eppe, Bergatreute 1986, ISBN 3-89089-207-8
- Eigenheim ist Goldes wert. Das Buch vom Häusle-Bauen, Rowohlt, Reinbek 1987, ISBN 3-499-15959-7
- Der Streß mit den PS. Jugendfrei ab 34 Jahre, Oberschwäbische Verlagsanstalt, Ravensburg 1988, ISBN 3-926891-04-1
- Jedem Tierchen sein Pläsierchen. Eine Auswahl von tierisch heiteren und tierisch ernsten Viechereien, Eppe, Bergatreute 1993, ISBN 3-89089-223-X
- Schwäbisch-badische Annäherungsversuche. Hepperle & Dipfele (mit Helmut Faßnacht), Südverlag, Konstanz 1993, ISBN 3-87800-016-2
- Hepperles Maul-Art, Theiss, Stuttgart 1993, ISBN 3-8062-1099-3
- Etz glaube des hald au noo, Eppe, Bergatreute 1998, ISBN 3-89089-218-3
- Ebbes isch allaweil, Eppe, Bergatreute 1998, ISBN 3-89089-251-5
- Oberschwaben, Fotoband von Rupert Leser und Thomas Stephan mit Texten von Manfred Hepperle und Manfred Thierer, Silberburg-Verlag, Tübingen 2002, ISBN 3-87407-530-3
- Lieaber z’viel wiea z’wenig, Silberburg-Verlag, Tübingen 2005, ISBN 3-87407-672-5
- Also basset Se amol auf!, Eppe, Bergatreute 2007, ISBN 978-3-89089-270-2
- Spät-Auslese. Mit einem Haufen Zeichnungen des Verfassers, Silberburg-Verlag, Tübingen 2008, ISBN 978-3-87407-803-0
- Des fallt mir doch im Schlof it ei!, Eppe, Bergatreute 2011, ISBN 978-3-89089-280-1

### Diskografie
- Hepperle & Dipfele im Mundartkabarettduett. Eine baden-württembergische Co-Produktion (mit Helmut Faßnacht), MerkTon 1987
- Also passet se amol auf…, Eppe, Bergatreute 1998–1999 (3 Kassetten)
- Familie Eisele 1–3. Szenen aus der SWF 1-Sendung "Morgenradio", Eppe, Bergatreute 1989 (3 Kassetten)
- Familie Eisele 4–6. Szenen aus der SWF 1-Sendung "Morgenradio", Eppe, Bergatreute 1991 (3 Kassetten)
- Schwäbische Sketsche, Eppe, Bergatreute 1992 (2 Kassetten)
- Gestammelte Werke. Aufgenommen bei öffentlichen Veranstaltungen in Baden-Baden, Meersburg und Ravensburg, Merkton/BMG-Aris-Ariola, 1996
- I moin jo bloß, mit dem Maulart-Kabarett, Silberburg-Verlag, Stuttgart 2000, ISBN 3-87407-365-3
- Allaweil Gosch offa, mit dem Maulart-Kabarett, Silberburg-Verlag, Stuttgart 1999, ISBN 3-87407-318-1